# Naruto Shippuden: Ultimate Ninja Storm Generations
Naruto Shippuden: Ultimate Ninja Storm Generations (também conhecido como Naruto Shippuden: Narutimate Storm Generation.) é um jogo baseado em Naruto e Naruto Shippuden (também conhecido como: Naruto Shippuuden.), lançado para Xbox 360 e PlayStation 3, e é a sequência do jogo: Naruto Shippuden: Ultimate Ninja Storm 2 e seu successor é o jogo: Naruto Shippuden: Ultimate Ninja Storm 3. No Japão o lançamento ocorreu dia 23 de Fevereiro de 2012, na America do Norte ocorreu no dia 13 de Março de 2012 e a versão europeia dia 30 de Março de 2012. O Jogo tambem  contem modo online para ambas as plataformas, o modo campanha vai da parte do Naruto até o final da Reunião dos Cinco Kages do Naruto Shippuden.

## Desenvolvimento
O Jogo foi anunciado 5 de Maio de 2011.

## Jogabilidade
Com vários elementos não vistos anteriormente, como jogar o modo história e online, o jogo tem  novos recursos e mudanças. O sistema de batalha ficou mais rápido. O Jogo também inclui uma barra de substituição que limita a quantidade que ela pode ser usada. O Modo história tem o enredo do Naruto na Parte I, do Naruto Shippuden (Parte II) e do Kakashi Gaiden, a maioria dos personagens criados na série de mangá são jogáveis. Novas cenas animadas produzidas pelo Studio Pierrot são utilizadas no Modo História. Com 72 personagens jogáveis (com trajes extras disponíveis dos personagens como: Sasuke traje azul e Sasuke traje negro e Shikamaru traje: Chunnin e Shikamaru traje: Gennin) e 15 suportes (Como Shee e Darui), o jogo também possui os 5 Kages jogaveís, além da equipe de Kakashi Hatake, durante sua infância (baseado na mangá Kakashi Gaiden).  A seguir os modos do jogo:
 Habilidades 

Awakening - Awakening ( Despertar ) é o auge do personagem, ou seja, nesse modo, o personagem ativa sua forma mais poderosa, porém, quando o Jogador/Personagem esta no modo Awakening, não se pode lançar Secret Technique, apenas Jutsu.
Support - nas batalhas de 3 ou 2 personagens, pode-se invoca-los para ajudar-se, como atacar o oponente, curar o jogador e etc...
Attack Drive - enquanto você esta fazendo um combo, os personagem de suporte vão atacar e dar um dano extra no combo.
Defense Drive - os personagens vão impedir o ataque do oponente (se jogando no ataque) enquanto o jogador recupera o chakra, ou sua defesa esta quebrada.
Support Drive 2 - Aderido pressionando Chakra (Y ou Triângulo.) duas vezes e atacar (B ou Círculo) uma vez. Em seguida, o Auto Drive é ativado. No Auto Drive, seus suportes se tornam unidades de ataque e defesa, e o tempo para chamá-los para usar seu jutsu é reduzido.
Jutsu - é um jutsu/poder dos personagens, no Xbox 360, pra utiliza-la é ( Y, B) já no PS3 é (Triângulo, Círculo)
Ultimate Jutsu - o Ultimate Jutsu ( Jutsu Supremo ) é o jutsu/poder mais poderoso do personagem, sendo executado apertando (Y, Y, B no Xbox e no PS3 é: Triângulo, Triângulo, Bolinha)
Combination Ultimate Jutsu - esta habilidade é um jutsu/poder combinado dos personagens escolhidos, mas só pode ser ativado nas batalhas de 3 ou 2 personagens. Pode ser ativada executando a sequência (Y, Y, Y, B no Xbox e no PS3 é Triângulo, Triângulo, Triângulo, Círculo)
Linked Secret Technique - é um Combination Ultimate Jutsu, porém, é ativado com personagens que possuem uma relação entre si. ( Naruto e Sasuke (Rivais) Itachi e Sasuke (Irmãos) e etc...) diferente do Combination Ultimate Jutsu, este é muito mais poderoso. E possuí o mesmo efeito do Ultimate Ninja Finish. Pode ser ativada executando a sequência (Y, Y, Y, B no Xbox e no PS3 é Triângulo, Triângulo, Triângulo, Círculo)
Ultimate Ninja Finish - é um Ultimate Ninja, mas é ativado quando a barra de vida do oponente esta no fim, assim sendo uma finalização (daí que vem o nome: Ultimate Ninja Finish ( Finalização em português), porém, na metade do golpe, é mostrado uma imagem ( do personagem na infância em algumas vezes ) com uma fala, em seguida o personagem finaliza o oponente.
Medidor de Tempestade - O Medidor de Tempestade é preenchido infligindo e tomando dano, usando jutsu, chamando os Suportes, ativando o modo Awakening) e Support type 2 (no tipo Drive type 2).

### Story Mode
O Modo Historia agora é composto apenas por batalhas, não tem mais exploração da vila, conteúdos de RPG, nem Boss Battle, mas possuí batalhas com o personagem já no modo "Awakening" (Awakening é o auge do personagem, ou seja, nesse modo, o personagem ativa sua forma mais poderosa). Agora temos a historia baseada no ponto de vista de um personagem especifico, esses são, Naruto na parte I, Naruto na parte II (Shippuden), Kakashi, Jiraya, Zabuza e Haku, Minato, Gaara, Sasuke, Itachi, Madara e Killer Bee.

### Free Battle
No modo Free Battle (Batalha Livre em português), há diversas opções de partidas offline, que são VS Battle, onde voce tem as opções de jogar Player 1 vs Computador (neste modo, o jogador joga contra a "maquina".), Player 1 vs Player 2 (neste modo, você joga contra seus amigos (2 jogadores), e/ou Computador vs Computador (neste modo você apenas assistes as batalhas.); Tanto em time quanto sozinho. Survival (neste modo, você luta contra vários oponentes por partidas, mas, diferente dos outros modos, quando você entra na partida, sua vida não se regenera.) Torneio (Tournament), o torneio é composto por Challange Tournament e Battle Tournament, no Challange Você encontra 4 ranks:  Gennin Rank, Chunnin Rank, Jounnin Rank e Kage Rank, que é onde você enfrenta determinados personagens em 4 ou 8 chaves em um torneio, e o Training que é onde você pode treinar suas habilidades.

### Online Mode
No Modo Online tem as opções de Player Match (Player Match são as batalhas normais.), Ranked Match (neste modo, o jogador compete com outros jogadores para subir numa Classificação, ou seja, o jogador mais derrotados neste modo vai ficar numa classificação baixa enquanto o que mais venceu vai ficar numa classificação alta.), Shop (neste modo, o jogador compra alguns itens ou trajes.), Collection (neste modo, o jogador compra algumas coisas colecionáveis, exemplo: fotos do animê.), Replays e Leaderbord. No Online Mode, você enfrenta as pessoas de todo o mundo via internet.

## Naruto Shippuden: Ultimate Ninja Storm Generations Best Sound
Naruto Shippuden: Ultimate Ninja Storm Generations Best Sound (também conhecido como Naltimate Storm Best Sound.) é um álbum lançado em 30 de Março de 2012. este álbum possuí todas OST (Original Soundtrack. Trilha Sonora Original em português.) utilizadas no jogo. Além de possuir 5 musicas de Rap cantadas pelo personagem Killer Bee.
Todas musicas foram compostas por Chikayo Fukuda.
Vem com pré-encomendas da versão europeia do jogo "Naruto Shippuden: Ultimate Ninja Storm Generations".
Vem com pré-encomendas da versão japonesa do jogo "Naruto Shippuden: Naltimate Storm Generation".

## Curiosidades
Quanto mais o jogador recebe dano, mais a barra de substituição se recupera. Além disso, à medida que seu chakra começa a maximizar seu medidor de substituição começará a se recuperar mais rápido. Isso também se aplica quando você acaba de entrar no modo Awakening.
As únicas maneiras de escapar de um dos combos mais famosos do jogo: "Chakra Dash Trap", é com substituições ou usar a/o Anko, Hidan, Kabuto ou Kimimaro como suporte.